# Dirioxa
Dirioxa är ett släkte av tvåvingar. Dirioxa ingår i familjen borrflugor.
Kladogram enligt Catalogue of Life:
| Dirioxa | \| \| Dirioxa fuscipennis \| \| \| \| \| \| Dirioxa pornia \| \| \| \| |
|         | \| \| Dirioxa fuscipennis \| \| \| \| \| \| Dirioxa pornia \| \| \| \| |
|         | Dirioxa fuscipennis                                                    |
|         |                                                                        |
|         | Dirioxa pornia                                                         |
|         |                                                                        |